# Barnets lov
Barnets lov er en dansk lov, der har til formål at styrke børns rettigheder. Loven trådte i kraft 1. januar 2024.
Loven giver børn partsstatus fra det fylder ti år, hvor de blandt andet får ret til at klage over afgørelser, at nægte samvær med sine forældre i en periode og at søge hjælp uden forældrenes samtykke. Loven giver børn og unge ret til at blive hørt og at have indflydelse på deres eget liv og indeholder muligheder for hjælp og støtte. Loven  knytter sig blandt andet til de Forenede Nationers børnekonventions artikel 12, når det handler om at inddrage børnenes synspunkter i sager, der vedrører deres egen sag. De har dog også ret til ikke at udtale sig. De har også ret til en bisidder, der kan udtale sig på deres vegne. Denne bisidder skal være fyldt mindst 15 år.